# Giacinto Corio
Giacinto Corio (né à Crescentino le 31 mai 1796, mort le 22 mars 1870) est un agronome italien et collaborateur de Camillo Cavour.

## La famille Corio
La famille Corio est originaire de Casalborgone, un petit centre agricole près de Chivasso dans la province de Turin, elle fait partie de la classe sociale des grands fermiers qui caractérisent, alors, la plaine du Pô.
C'est une famille aisée qui gère des terres appartenant à des familles aristocratiques, les faisant fructifier en échange d'une location en argent ou une partie de la production.
Pour se rapprocher des nouvelles terres prises en location à la fin du XVIIIe siècle, la famille Corio s'installe à Crescentino, puis à Livorno Vercellese.

## Biographie
Il existe peu d'information sur la jeunesse de Giacinto Corio si ce n'est qu'il est le second enfant d'une famille de trois et qu'il nait à Livorno Vercellese en 1796. Dans une des lettres qu'il a envoyées à Cavour, on apprend la mort de son père, Carlo, en 1813, ce qui le contraint, alors âgé de dix-sept ans à s'occuper d’agriculture afin d'aider la famille.
Il n'existe aucune information sur ses études, cependant, toujours de sa correspondance avec Cavour, on relève qu'il a une bonne connaissance de l'anglais et du français, ce qui indique qu'il a fait des études comparativement au niveau moyen de l'époque.
À l'âge adulte, il rencontre Cavour vers 1843. L'existence de Giacinto est alors influencée par la proximité du comte : sa position lui permet un certain confort, qui à son tour lui permet d'investir des sommes importantes dans divers domaines, tels que l'immobilier, la mécanisation agricole au cours de ses premiers balbutiements, ou la spéculer sur le guano introduit par Cavour dans l'agriculture piémontaise. Son engagement dans plusieurs sociétés est important, y compris dans les nouveaux chemins de fer piémontais.
Les activités personnelles et la proximité d'un personnage en vogue comme Cavour l'amènent à occuper des fonctions publiques dans les nouvelles institutions libérales, ce qui lui permet de rencontrer des personnalités importantes du moment, comme Luigi Carlo Farini et son fils Domenico, Bartolomeo Bona, Carlo Cadorna et d'autres comme Giuseppe Verdi, qui rend visite à Cavour à Leri en 1859.
Corio n'a jamais fait de sa notoriété un instrument pour obtenir des honneurs ou du pouvoir, il semble assez évident qu'il n'aspire à aucune fonction à laquelle il aurait pu prétendre (en 1855 il refuse le poste de maire de Livorno Vercellese, priant Cavour de lui éviter la nomination), même s'il est souvent obligé d'occuper certains postes, en qualité de personne de confiance du comte. De la correspondance avec le comte, on note la prédilection de Corio pour le travail et l'engagement. Quand il n'est pas engagé à administrer les propriétés de Cavour, il se consacre à l'écriture de textes pour la pratique de l'agriculture ou l'étude de nouveaux appareils agricoles.
Concernant sa mort, seule la date est connue, le lieu est incertain, mais probablement à Livorno Vercellese, où il résidait habituellement ou Leri Cavour, localité voisine administrée pour le compte de Cavour.
Il laisse deux fils, Carlo e Giovanni. Ce dernier n'est plus mentionné après la mort de son père, tandis que Carlo reprend la succession de Giacinto dans la gestion de Leri jusqu'en 1873, année où son fils Camillo lui succède. Carlo Corio meurt en 1880.

## La collaboration avec Cavour
Giacinto Corio est l'un des principaux collaborateurs de la Cavour En ce qui concerne les questions agricoles, d'abord comme simple locataire, puis comme associé du comte pour la gestion de différentes exploitations (la première d'entre elles, Leri, mais aussi Montarucco etTorrone dei banditi, toutes propriétés de la famille Benso pour un total de 1 177 hectares).
Cavour choisit Corio parce qu'il a la réputation d'agriculteur de grande expérience et large d'esprit, utile pour satisfaire et mettre en œuvre les innovations que Cavour veut introduire dans l'agriculture. En 1846, par un contrat de location, Cavour rend régulière et stable la collaboration avec Corio  et en 1848, il lui propose pour la première fois un contrat social, refusé par Corio car trop onéreux. Ce n'est qu'en 1849 que le contrat est établi qui confirme l'association entre Giacinto Corio, Cavour et le frère de ce dernier Gustavo.
Il s'agit d'un contrat très différent de ceux souscrits habituellement à l'époque : au lieu de se préoccuper de faire seulement des profits, le contrat rédigé par le comte encourage l'innovation dont le rôle de Corio est précisé clairement dans une lettre :
« Donner toujours un majeur développement au système d'amélioration introduit dans l'administration des trois exploitations pendant plusieurs années par le travail en  grande partie par M. Corio. ».
Cette nouveauté, ainsi que d'autres simplifications présentes dans le contrat, laissent la place à des changements qui donnent de bons résultats, en particulier à Leri.
Les bénéfices de ces innovations cessent avec la mort prématurée du comte et le passage de la propriété à son frère, puis à ses enfants qui louent les terres à Corio stipulant dans les contrats plus typiques de l'époque, la recherche exclusive du profit.